# 4703 Kagoshima
4703 Kagoshima este un asteroid din centura principală, descoperit pe 16 ianuarie 1988 de Masaru Mukai și Masanori Takeishi.